# 226 (число)
Вижте пояснителната страница за други значения на 226.
226 (двеста двадесет и шест) е естествено, цяло число, следващо 225 и предхождащо 227.
Двеста двадесет и шест с арабски цифри се записва „226“, а с римски – „CCXXVI“. Числото 226 е съставено от три цифри от позиционните бройни системи – 2 (две), 6 (шест).

## Общи сведения
- 226 е четно число.
- 226-ият ден от невисокосна година е 14 август.
- 226 е година от Новата ера.